# Oscar for bedste korte dokumentar
Oscar for bedste korte dokumentar eller Academy Award for Best Documentary (Short Subject) er en filmpris, som uddeles årligt ved Oscaruddelingen afholdt af AMPAS. Prisen er blevet uddelt siden 1941 og adskiller sig fra bedste dokumentar ved at filmene behandler sine emner med en længde på under 40 min.

## Vindere og nominerede

### 1940'erne
| År | Film                                                                   | Nominerede |
| --- | ---------------------------------------------------------------------- | ---------- |
| 1941 (14.)                                                                                             |                                                                        |            |
| Churchill's Island                                                                                     | National Film Board of Canada                                          |            |
| Adventure in the Bronx                                                                                 | Film Associates                                                        |            |
| Bomber                                                                                                 | United States Office for Emergency Management Film Unit                |            |
| Christmas Under Fire                                                                                   | British Ministry of Information                                        |            |
| Letter from Home                                                                                       | British Ministry of Information                                        |            |
| Life of a Thoroughbred                                                                                 | Truman Talley                                                          |            |
| Norway in Revolt                                                                                       | The March of Time                                                      |            |
| A Place to Live                                                                                        | Philadelphia Housing Association                                       |            |
| Russian Soil                                                                                           | Amkino                                                                 |            |
| Soldiers of the Sky                                                                                    | Truman Talley                                                          |            |
| Warclouds in the Pacific                                                                               | National Film Board of Canada                                          |            |
| 1942 (15.)                                                                                             |                                                                        |            |
| Kortfilm- og spillefilmslængde dokumentarfilm konkurrerede i en kombineret Bedste dokumentar-kategori. |                                                                        |            |
| 1943 (16.)                                                                                             |                                                                        |            |
| December 7th                                                                                           | United States Navy                                                     |            |
| Children of Mars                                                                                       | RKO Radio                                                              |            |
| Plan for Destruction                                                                                   | Metro-Goldwyn-Mayer                                                    |            |
| Swedes in America                                                                                      | United States Office of War Information Overseas Motion Picture Bureau |            |
| To the People of the United States                                                                     | Walter Wanger                                                          |            |
| Tomorrow We Fly                                                                                        | United States Navy Bureau of Aeronautics                               |            |
| Youth in Crisis                                                                                        | The March of Time                                                      |            |
| 1944 (17.)                                                                                             |                                                                        |            |
| With the Marines at Tarawa                                                                             | United States Marine Corps                                             |            |
| Hymn of the Nations                                                                                    | United States Office of War Information Overseas Motion Picture Bureau |            |
| New Americans                                                                                          | RKO Radio                                                              |            |
| 1945 (18.)                                                                                             |                                                                        |            |
| Hitler Lives?                                                                                          | Gordon Hollingshead                                                    |            |
| Library of Congress                                                                                    | United States Office of War Information Overseas Motion Picture Bureau |            |
| To the Shores of Iwo Jima                                                                              | United States Marine Corps                                             |            |
| 1946 (19.)                                                                                             |                                                                        |            |
| Seeds of Destiny                                                                                       | United States Department of War                                        |            |
| Atomic Power                                                                                           | The March of Time                                                      |            |
| Life at the Zoo                                                                                        | Artkino                                                                |            |
| Paramount News Issue #37 (Twentieth Anniversary Issue! 1927.....1947)                                  | Paramount                                                              |            |
| Traffic with the Devil                                                                                 | Herbert Morgan                                                         |            |
| 1947 (20.)                                                                                             |                                                                        |            |
| First Steps                                                                                            | United Nations Division of Films and Visual Information                |            |
| Passport to Nowhere                                                                                    | Frederic Ullman Jr.                                                    |            |
| School in the Mailbox                                                                                  | Australian News & Information Bureau                                   |            |
| 1948 (21.)                                                                                             |                                                                        |            |
| Toward Independence                                                                                    | United States Army                                                     |            |
| Heart to Heart                                                                                         | Herbert Morgan                                                         |            |
| Operation Vittles                                                                                      | United States Army Air Force                                           |            |
| 1949 (22.)                                                                                             |                                                                        |            |
| A Chance to Live                                                                                       | Richard de Rochemont                                                   |            |
| So Much for So Little                                                                                  | Edward Selzer                                                          |            |
| 1848                                                                                                   | French Cinema General Cooperative                                      |            |
| The Rising Tide                                                                                        | St. Francis-Xavier University, Antigonish, Nova Scotia                 |            |

### 1950'erne
| År                                 | Film | Nominerede |
| ---------------------------------- | --- | ---------- |
| 1950 (23.)                         | |            |
| Why Korea?                         | Edmund Reek |            |
| The Fight: Science Against Cancer  | Guy Glover |            |
| The Stairs                         | Film Documents, Inc. |            |
| 1951 (24.)                         | |            |
| Benjy                              | Lavet af Fred Zinnemann i samarbejde med Paramount Pictures Corporation for Los Angeles Orthopaedic Hospital                                                 |            |
| One Who Came Back                  | Owen Crump (Film sponsoreret af Disabled American Veterans, i samarbejde med United States Department of Defense og Association of Motion Picture Producers) |            |
| The Seeing Eye                     | Gordon Hollingshead |            |
| 1952 (25.)                         | |            |
| Neighbours                         | Norman McLaren |            |
| Devil Take Us                      | Herbert Morgan |            |
| The Garden Spider (Epeira Diadema) | Alberto Ancilotto |            |
| Man Alive!                         | Stephen Bosustow |            |
| 1953 (26.)                         | |            |
| The Alaskan Eskimo                 | Walt Disney |            |
| The Living City                    | John Barnes |            |
| Operation Blue Jay                 | United States Army Signal Corps |            |
| They Planted a Stone               | James Carr |            |
| The Word                           | John Healy and John Adams |            |
| 1954 (27.)                         | |            |
| Thursday's Children                | World Wide Pictures og Morse Films |            |
| Jet Carrier                        | Otto Lang |            |
| Rembrandt: A Self-Portrait         | Morrie Roizman |            |
| 1955 (28.)                         | |            |
| Men Against the Arctic             | Walt Disney |            |
| The Battle of Gettysburg           | Dore Schary |            |
| The Face of Lincoln                | Wilbur T. Blume |            |
| 1956 (29.)                         | |            |
| The True Story of the Civil War    | Louis Clyde Stoumen |            |
| A City Decides                     | Charles Guggenheim & Associates, Inc. |            |
| The Dark Wave                      | John Healy |            |
| The House Without a Name           | Valentine Davies |            |
| Man in Space                       | Ward Kimball |            |
| 1957 (30.)                         | |            |
| Ingen pris uddelt                  | |            |
| 1958 (31.)                         | |            |
| Ama Girls                          | Ben Sharpsteen |            |
| Employees Only                     | Kenneth G. Brown |            |
| Journey into Spring                | Ian Ferguson |            |
| The Living Stone                   | Tom Daly |            |
| Overture                           | Thorold Dickinson |            |
| 1959 (32.)                         | |            |
| Glass                              | Bert Haanstra |            |
| Donald in Mathmagic Land           | Walt Disney |            |
| From Generation to Generation      | Edward F. Cullen |            |

### 1960'erne
| År                                      | Film                                                     | Nominerede |
| --------------------------------------- | -------------------------------------------------------- | ---------- |
| 1960 (33.)                              |                                                          |            |
| Giuseppina                              | James Hill                                               |            |
| Beyond Silence                          | United States Information Agency                         |            |
| En by ved navn København                | Statens Filmcentral og The Danish Government Film Office |            |
| George Grosz' Interregnum               | Charles Carey og Altina Carey                            |            |
| Universe                                | Colin Low                                                |            |
| 1961 (34.)                              |                                                          |            |
| Project Hope                            | Frank P. Bibas                                           |            |
| Breaking the Language Barrier           | United States Air Force                                  |            |
| Cradle of Genius                        | Jim O'Connor og Tom Hayes                                |            |
| Kahl                                    | Dido-Film-GmbH                                           |            |
| L'Uomo in Grigio (The Man in Gray)      | Benedetto Benedetti                                      |            |
| 1962 (35.)                              |                                                          |            |
| Dylan Thomas                            | Jack Howells                                             |            |
| The John Glenn Story                    | William L. Hendricks                                     |            |
| The Road to the Wall                    | Robert Saudek                                            |            |
| 1963 (36.)                              |                                                          |            |
| Chagall                                 | Simon Schiffrin                                          |            |
| The Five Cities of June                 | George Stevens Jr.                                       |            |
| The Spirit of America                   | Algernon G. Walker                                       |            |
| Thirty Million Letters                  | Edgar Anstey                                             |            |
| To Live Again                           | Mel London                                               |            |
| 1964 (37.)                              |                                                          |            |
| Nine from Little Rock                   | Charles Guggenheim                                       |            |
| Breaking the Habit                      | Henry Jacobs og John Korty                               |            |
| Children Without                        | Charles Guggenheim                                       |            |
| Kenojuak                                | National Film Board of Canada                            |            |
| 140 Days Under the World                | Geoffrey Scott og Oxley Hughan                           |            |
| 1965 (38.)                              |                                                          |            |
| To Be Alive!                            | Francis Thompson                                         |            |
| Mural on Our Street                     | Kirk Smallman                                            |            |
| Overture                                | Mafilm Productions                                       |            |
| Point of View                           | Vision Associates Productions                            |            |
| Yeats Country                           | Patrick Carey og Joe Mendoza                             |            |
| 1966 (39.)                              |                                                          |            |
| A Year Toward Tomorrow                  | Edmond A. Levy                                           |            |
| Adolescence                             | Marin Karmitz og Vladimir Forgency                       |            |
| Cowboy                                  | Michael Ahnemann og Gary Schlosser                       |            |
| The Odds Against                        | Lee R. Bobker og Helen Kristt Radin                      |            |
| Saint Matthew Passion                   | Mafilm Studio                                            |            |
| 1967 (40.)                              |                                                          |            |
| The Redwoods                            | Mark Harris og Trevor Greenwood                          |            |
| Monument to the Dream                   | Charles Guggenheim                                       |            |
| A Place to Stand                        | Christopher Chapman                                      |            |
| See You at the Pillar                   | Robert Fitchett                                          |            |
| While I Run This Race                   | Carl V. Ragsdale                                         |            |
| 1968 (41.)                              |                                                          |            |
| Why Man Creates                         | Saul Bass                                                |            |
| The House That Ananda Built             | Fali Bilimoria                                           |            |
| The Revolving Door                      | Lee R. Bobker                                            |            |
| A Space to Grow                         | Thomas P. Kelly Jr.                                      |            |
| A Way Out of the Wilderness             | Dan E. Weisburd                                          |            |
| 1969 (42.)                              |                                                          |            |
| Czechoslovakia 1968                     | Denis Sanders og Robert M. Fresco                        |            |
| An Impression of John Steinbeck: Writer | Donald Wrye                                              |            |
| Jenny Is a Good Thing                   | Joan Horvath                                             |            |
| Leo Beuerman                            | Arthur H. Wolf and Russell A. Mosser                     |            |
| The Magic Machines                      | Joan Keller Stern                                        |            |

### 1970'erne
| År                                           | Film                                                               | Nominerede |
| -------------------------------------------- | ------------------------------------------------------------------ | ---------- |
| 1970 (43.)                                   |                                                                    |            |
| Interviews with My Lai Veterans              | Joseph Strick                                                      |            |
| The Gifts                                    | Robert McBride                                                     |            |
| A Long Way from Nowhere                      | Bob Aller                                                          |            |
| Oisin                                        | Vivien Carey og Patrick Carey                                      |            |
| Time Is Running Out                          | Horst Dallmayr og Robert Menegoz                                   |            |
| 1971 (44.)                                   |                                                                    |            |
| Sentinels of Silence                         | Manuel Arango og Robert Amram                                      |            |
| Adventures in Perception                     | Han van Gelder                                                     |            |
| Art Is...                                    | Julian Krainin og DeWitt L. Sage, Jr.                              |            |
| The Numbers Start with the River             | Donald Wrye                                                        |            |
| Somebody Waiting                             | Hal Riney, Dick Snider og Sherwood Omens                           |            |
| 1972 (45.)                                   |                                                                    |            |
| This Tiny World                              | Charles Huguenot van der Linden og Martina Huguenot van der Linden |            |
| Hundertwasser's Rainy Day                    | Peter Schamoni                                                     |            |
| K-Z                                          | Giorgio Treves                                                     |            |
| Selling Out                                  | Tadeusz Jaworski                                                   |            |
| The Tide of Traffic                          | Humphrey Swingler                                                  |            |
| 1973 (46.)                                   |                                                                    |            |
| Princeton: A Search for Answers              | Julian Krainin og DeWitt L. Sage, Jr.                              |            |
| Background                                   | Carmen D'Avino                                                     |            |
| Children at Work (Paisti Ag Obair)           | Louis Marcus                                                       |            |
| Christo's Valley Curtain                     | Albert Maysles og David Maysles                                    |            |
| Four Stones for Kanemitsu                    | Terry Sanders og June Wayne                                        |            |
| 1974 (47.)                                   |                                                                    |            |
| Don't                                        | Robin Lehman                                                       |            |
| City Out of Wilderness                       | Francis Thompson                                                   |            |
| Exploratorium                                | Jon Boorstin                                                       |            |
| John Muir's High Sierra                      | Dewitt Jones og Lesley Foster                                      |            |
| Naked Yoga                                   | Ronald S. Kass og Mervyn Lloyd                                     |            |
| 1975 (48.)                                   |                                                                    |            |
| The End of the Game                          | Claire Wilbur og Robin Lehman                                      |            |
| Arthur and Lillie                            | Jon Else, Steven Kovacs og Kristine Samuelson                      |            |
| Millions of Years Ahead of Man               | Manfred Baier                                                      |            |
| Probes in Space                              | George V. Casey                                                    |            |
| Whistling Smith                              | Barrie Howells og Michael Scott                                    |            |
| 1976 (49.)                                   |                                                                    |            |
| Number Our Days                              | Lynne Littman og Barbara Myerhoff                                  |            |
| American Shoeshine                           | Sparky Greene                                                      |            |
| Blackwood                                    | Tony Ianzelo og Andy Thomson                                       |            |
| The End of the Road                          | John Armstrong                                                     |            |
| Universe                                     | Lester Novros                                                      |            |
| 1977 (50.)                                   |                                                                    |            |
| Gravity Is My Enemy                          | John Joseph og Jan Stussy                                          |            |
| Agueda Martinez: Our People, Our Country     | Moctesuma Esparza                                                  |            |
| First Edition                                | Helen Whitney og DeWitt L. Sage, Jr.                               |            |
| Of Time, Tombs and Treasures                 | James R. Messenger og Paul N. Raimondi                             |            |
| The Shetland Experience                      | Douglas Gordon                                                     |            |
| 1978 (51.)                                   |                                                                    |            |
| The Flight of the Gossamer Condor            | Jacqueline Phillips Shedd og Ben Shedd                             |            |
| The Divided Trail: A Native American Odyssey | Jerry Aronson                                                      |            |
| An Encounter with Faces                      | K.K. Kapil                                                         |            |
| Goodnight Miss Ann                           | August Cinquegrana                                                 |            |
| Squires of San Quentin                       | J. Gary Mitchell                                                   |            |
| 1979 (52.)                                   |                                                                    |            |
| Paul Robeson: Tribute to an Artist           | Saul J. Turell                                                     |            |
| Dae                                          | Risto Teofilovski                                                  |            |
| Koryo Celadon                                | Donald A. Connolly og James R. Messenger                           |            |
| Nails                                        | Phillip Borsos                                                     |            |
| Remember Me                                  | Dick Young                                                         |            |

### 1980'erne
| År                                                    | Film                                         | Nominerede |
| ----------------------------------------------------- | -------------------------------------------- | ---------- |
| 1980 (53.)                                            |                                              |            |
| Karl Hess: Toward Liberty                             | Roland Hallé og Peter W. Ladue               |            |
| Don't Mess with Bill                                  | John Watson og Pen Densham                   |            |
| The Eruption of Mount St. Helens                      | George Casey                                 |            |
| It's the Same World                                   | Dick Young                                   |            |
| Luther Metke at 94                                    | Richard Hawkins og Jorge Preloran            |            |
| 1981 (54.)                                            |                                              |            |
| Close Harmony                                         | Nigel Noble                                  |            |
| Americas in Transition                                | Obie Benz                                    |            |
| Journey for Survival                                  | Dick Young                                   |            |
| See What I Say                                        | Linda Chapman, Pam LeBlanc og Freddi Stevens |            |
| Urge to Build                                         | Roland Hallé og John Hoover                  |            |
| 1982 (55.)                                            |                                              |            |
| If You Love This Planet                               | Edward Le Lorrain og Terre Nash              |            |
| Gods of Metal                                         | Robert Richter                               |            |
| The Klan: A Legacy of Hate in America                 | Charles Guggenheim og Werner Schumann        |            |
| To Live or Let Die                                    | Freida Lee Mock                              |            |
| Traveling Hopefully                                   | John G. Avildsen                             |            |
| 1983 (56.)                                            |                                              |            |
| Flamenco at 5:15                                      | Cynthia Scott og Adam Symansky               |            |
| In the Nuclear Shadow: What Can the Children Tell Us? | Vivienne Verdon-Roe og Eric Thiermann        |            |
| Sewing Woman                                          | Arthur Dong                                  |            |
| Spaces: The Architecture of Paul Rudolph              | Robert Eisenhardt                            |            |
| You Are Free (Ihr Zent Frei)                          | Dea Brokman og Ilene Landis                  |            |
| 1984 (57.)                                            |                                              |            |
| The Stone Carvers                                     | Marjorie Hunt og Paul Wagner                 |            |
| The Children of Soong Ching Ling                      | Gary Bush og Paul T.K. Lin                   |            |
| Code Gray: Ethical Dilemmas in Nursing                | Ben Achtenberg og Joan Sawyer                |            |
| The Garden of Eden                                    | Lawrence R. Hott og Roger M. Sherman         |            |
| Recollections of Pavlovsk                             | Irina Kalinina                               |            |
| 1985 (58.)                                            |                                              |            |
| Witness to War: Dr. Charlie Clements                  | David Goodman                                |            |
| The Courage to Care                                   | Robert Gardner                               |            |
| Keats and His Nightingale: A Blind Date               | Michael Crowley og James Wolpaw              |            |
| Making Overtures: The Story of a Community Orchestra  | Barbara Willis Sweete                        |            |
| The Wizard of the Strings                             | Alan Edelstein                               |            |
| 1986 (59.)                                            |                                              |            |
| Women – for America, for the World                    | Vivienne Verdon-Roe                          |            |
| Debonair Dancers                                      | Alison Nigh-Strelich                         |            |
| The Masters of Disaster                               | Sonya Friedman                               |            |
| Red Grooms: Sunflower in a Hothouse                   | Thomas L. Neff og Madeline Bell              |            |
| Sam                                                   | Aaron D. Weisblatt                           |            |
| 1987 (60.)                                            |                                              |            |
| Young at Heart                                        | Sue Marx og Pamela Conn                      |            |
| Frances Steloff: Memoirs of a Bookseller              | Deborah Dickson                              |            |
| In the Wee Wee Hours...                               | Dr. Frank Daniel og Izak Ben-Meir            |            |
| Language Says It All                                  | Megan Williams                               |            |
| Silver into Gold                                      | Lynn Mueller                                 |            |
| 1988 (61.)                                            |                                              |            |
| You Don't Have to Die                                 | Malcolm Clarke og Bill Guttentag             |            |
| The Children's Storefront                             | Karen Goodman                                |            |
| Family Gathering                                      | Lise Yasui og Ann Tegnell                    |            |
| Gang Cops                                             | Thomas B. Fleming og Daniel J. Marks         |            |
| Portrait of Imogen                                    | Nancy Hale og Meg Partridge                  |            |
| 1989 (62.)                                            |                                              |            |
| The Johnstown Flood                                   | Charles Guggenheim                           |            |
| Fine Food, Fine Pastries, Open 6 to 9                 | David Petersen                               |            |
| Yad Vashem: Preserving the Past to Ensure the Future  | Ray Errol Fox                                |            |

### 1990'erne
| År                                                                      | Film                                               | Nominerede |
| ----------------------------------------------------------------------- | -------------------------------------------------- | ---------- |
| 1990 (63.)                                                              |                                                    |            |
| Days of Waiting                                                         | Steven Okazaki                                     |            |
| Burning Down Tomorrow                                                   | Kit Thomas                                         |            |
| Chimps: So Like Us                                                      | Karen Goodman og Kirk Simon                        |            |
| Journey Into Life: The World of the Unborn                              | Derek Bromhall                                     |            |
| Rose Kennedy: A Life to Remember                                        | Freida Lee Mock og Terry Sanders                   |            |
| 1991 (64.)                                                              |                                                    |            |
| Deadly Deception: General Electric, Nuclear Weapons and Our Environment | Debra Chasnoff                                     |            |
| Birdnesters of Thailand (Shadow Hunters)                                | Éric Valli og Alain Majani                         |            |
| A Little Vicious                                                        | Immy Humes                                         |            |
| The Mark of the Maker                                                   | David McGowan                                      |            |
| Memorial: Letters from American Soldiers                                | Bill Couturié og Bernard Edelman                   |            |
| 1992 (65.)                                                              |                                                    |            |
| Educating Peter                                                         | Thomas C. Goodwin (posthumt) og Gerardine Wurzburg |            |
| At the Edge of Conquest: The Journey of Chief Wai-Wai                   | Geoffrey O'Connor                                  |            |
| Beyond Imagining: Margaret Anderson and the 'Little Review'             | Wendy L. Weinberg                                  |            |
| The Colours of My Father: A Portrait of Sam Borenstein                  | Richard Elson og Sally Bochner                     |            |
| When Abortion Was Illegal: Untold Stories                               | Dorothy Fadiman                                    |            |
| 1993 (66.)                                                              |                                                    |            |
| Defending Our Lives                                                     | Margaret Lazarus og Renner Wunderlich              |            |
| Blood Ties: The Life and Work of Sally Mann                             | Steven Cantor og Peter Spirer                      |            |
| Chicks in White Satin                                                   | Elaine Holliman og Jason Schneider                 |            |
| 1994 (67.)                                                              |                                                    |            |
| A Time for Justice                                                      | Charles Guggenheim                                 |            |
| Blues Highway                                                           | Vince DiPersio og Bill Guttentag                   |            |
| 89 mm od Europy (89mm from Europe)                                      | Marcel Łoziński                                    |            |
| School of Assassins                                                     | Robert Richter                                     |            |
| Straight from the Heart                                                 | Dee Mosbacher og Frances Reid                      |            |
| 1995 (68.)                                                              |                                                    |            |
| One Survivor Remembers                                                  | Kary Antholis                                      |            |
| Jim Dine: A Self-Portrait on the Walls                                  | Nancy Dine og Richard Stilwell                     |            |
| The Living Sea                                                          | Greg MacGillivray og Alec Lorimore                 |            |
| Never Give Up: The 20th Century Odyssey of Herbert Zipper               | Terry Sanders og Freida Lee Mock                   |            |
| The Shadow of Hate                                                      | Charles Guggenheim                                 |            |
| 1996 (69.)                                                              |                                                    |            |
| Breathing Lessons: The Life and Work of Mark O'Brien                    | Jessica Yu                                         |            |
| Cosmic Voyage                                                           | Nancy Dine og Richard Stilwell                     |            |
| An Essay on Matisse                                                     | Perry Wolff                                        |            |
| Special Effects: Anything Can Happen                                    | Susanne Simpson og Ben Burtt                       |            |
| The Wild Bunch: An Album in Montage                                     | Paul Seydor og Nick Redman                         |            |
| 1997 (70.)                                                              |                                                    |            |
| A Story of Healing                                                      | Donna Dewey og Carol Pasternak                     |            |
| Alaska: Spirit of the Wild                                              | George Casey og Paul Novros                        |            |
| Amazon                                                                  | Kieth Merrill og Jonathan Stern                    |            |
| Daughter of the Bride                                                   | Terri Randall                                      |            |
| Still Kicking: The Fabulous Palm Springs Follies                        | Mel Damski og Andrea Blaugrund                     |            |
| 1998 (71.)                                                              |                                                    |            |
| The Personals: Improvisations on Romance in the Golden Years            | Keiko Ibi                                          |            |
| A Place in the Land                                                     | Charles Guggenheim                                 |            |
| Sunrise Over Tiananmen Square                                           | Shui-Bo Wang og Donald McWilliams                  |            |
| 1999 (72.)                                                              |                                                    |            |
| King Gimp                                                               | Susan Hannah Hadary og William A. Whiteford        |            |
| Eyewitness                                                              | Bert Van Bork                                      |            |
| The Wildest Show in the South: The Angola Prison Rodeo                  | Simeon Soffer og Jonathan Stack                    |            |

### 2000'erne
| År                                                        | Film                                  | Nominerede |
| --------------------------------------------------------- | ------------------------------------- | ---------- |
| 2000 (73.)                                                |                                       |            |
| Big Mama                                                  | Tracy Seretean                        |            |
| Curtain Call                                              | Chuck Braverman og Steve Kalafer      |            |
| Dolphins                                                  | Greg MacGillivray og Alec Lorimore    |            |
| The Man on Lincoln's Nose                                 | Daniel Raim                           |            |
| On Tiptoe: Gentle Steps to Freedom                        | Eric Simonson og Leelai Demoz         |            |
| 2001 (74.)                                                |                                       |            |
| Thoth                                                     | Sarah Kernochan og Lynn Appelle       |            |
| Artists and Orphans: A True Drama                         | Lianne Klapper McNally                |            |
| Sing!                                                     | Freida Lee Mock og Jessica Sanders    |            |
| 2002 (75.)                                                |                                       |            |
| Twin Towers                                               | Bill Guttentag og Robert David Port   |            |
| The Collector of Bedford Street                           | Alice Elliott                         |            |
| Mighty Times: The Legacy of Rosa Parks                    | Robert Hudson og Bobby Houston        |            |
| Why Can't We Be a Family Again?                           | Roger Weisberg og Murray Nossel       |            |
| 2003 (76.)                                                |                                       |            |
| Chernobyl Heart                                           | Maryann DeLeo                         |            |
| Asylum                                                    | Sandy McLeod og Gini Reticker         |            |
| Ferry Tales                                               | Katja Esson                           |            |
| 2004 (77.)                                                |                                       |            |
| Mighty Times: The Children's March                        | Robert Hudson og Bobby Houston        |            |
| Autism Is a World                                         | Gerardine Wurzburg                    |            |
| The Children of Leningradsky                              | Hanna Polak og Andrzej Celinski       |            |
| Hardwood                                                  | Hubert Davis og Erin Faith Young      |            |
| Sister Rose's Passion                                     | Oren Jacoby og Steve Kalafer          |            |
| 2005 (78.)                                                |                                       |            |
| A Note of Triumph: The Golden Age of Norman Corwin        | Corinne Marrinan og Eric Simonson     |            |
| The Death of Kevin Carter: Casualty of the Bang Bang Club | Dan Krauss                            |            |
| God Sleeps in Rwanda                                      | Kimberlee Acquaro og Stacy Sherman    |            |
| The Mushroom Club                                         | Steven Okazaki                        |            |
| 2006 (79.)                                                |                                       |            |
| The Blood of Yingzhou District                            | Ruby Yang og Thomas Lennon            |            |
| Recycled Life                                             | Leslie Iwerks og Mike Glad            |            |
| Rehearsing a Dream                                        | Karen Goodman og Kirk Simon           |            |
| Two Hands                                                 | Nathaniel Kahn og Susan Rose Behr     |            |
| 2007 (80.)                                                |                                       |            |
| Freeheld                                                  | Cynthia Wade og Vanessa Roth          |            |
| La Corona (The Crown)                                     | Amanda Micheli og Isabel Vega         |            |
| Salim Baba                                                | Tim Sternberg og Francisco Bello      |            |
| Sari's Mother                                             | James Longley                         |            |
| 2008 (81.)                                                |                                       |            |
| Smile Pinki                                               | Megan Mylan                           |            |
| The Conscience of Nhem En                                 | Steven Okazaki                        |            |
| The Final Inch                                            | Irene Taylor Brodsky og Tom Grant     |            |
| The Witness: From the Balcony of Room 306                 | Adam Pertofsky og Margaret Hyde       |            |
| 2009 (82.)                                                |                                       |            |
| Music by Prudence                                         | Roger Ross Williams og Elinor Burkett |            |
| China's Unnatural Disaster: The Tears of Sichuan Province | Jon Alpert og Matthew O'Neill         |            |
| The Last Campaign of Governor Booth Gardner               | Daniel Junge og Henry Ansbacher       |            |
| The Last Truck: Closing of a GM Plant                     | Steven Bognar og Julia Reichert       |            |
| Rabbit à la Berlin                                        | Bartek Konopka og Anna Wydra          |            |

### 2010'erne
| År                                                                  | Film                                                   | Nominerede                                 |
| ------------------------------------------------------------------- | ------------------------------------------------------ | ------------------------------------------ |
| 2010 (83.)                                                          |                                                        |                                            |
| Strangers No More                                                   | Karen Goodman og Kirk Simon                            |                                            |
| Killing in the Name                                                 | Jed Rothstein                                          |                                            |
| Poster Girl                                                         | Sara Nesson og Mitchell Block                          |                                            |
| Sun Come Up                                                         | Jennifer Redfearn og Tim Metzger                       |                                            |
| The Warriors of Qiugang                                             | Ruby Yang og Thomas Lennon                             |                                            |
| 2011 (84.)                                                          |                                                        |                                            |
| Saving Face                                                         | Daniel Junge og Sharmeen Obaid-Chinoy                  |                                            |
| The Barber of Birmingham: Foot Soldier of the Civil Rights Movement | Robin Fryday og Gail Dolgin                            |                                            |
| God Is the Bigger Elvis                                             | Rebecca Cammisa og Julie Anderson                      |                                            |
| Incident in New Baghdad                                             | James Spione                                           |                                            |
| The Tsunami and the Cherry Blossom                                  | Lucy Walker og Kira Carstensen                         |                                            |
| 2012 (85.)                                                          |                                                        |                                            |
| Inocente                                                            | Sean Fine og Andrea Nix Fine                           |                                            |
| Kings Point                                                         | Sari Gilman og Jedd Wider                              |                                            |
| Mondays at Racine                                                   | Cynthia Wade og Robin Honan                            |                                            |
| Open Heart                                                          | Kief Davidson og Cori Shepherd Stern                   |                                            |
| Redemption                                                          | Jon Alpert og Matthew O'Neill                          |                                            |
| 2013 (86.)                                                          |                                                        |                                            |
| The Lady in Number 6: Music Saved My Life                           | Malcolm Clarke og Nicholas Reed                        |                                            |
| Cavedigger                                                          | Jeffrey Karoff                                         |                                            |
| Facing Fear                                                         | Jason Cohen                                            |                                            |
| Karama Has No Walls                                                 | Sara Ishaq                                             |                                            |
| Prison Terminal: The Last Days of Private Jack Hall                 | Edgar Barens                                           |                                            |
| 2014 (87.)                                                          |                                                        |                                            |
| Crisis Hotline: Veterans Press 1                                    | Ellen Goosenberg Kent og Dana Perry                    |                                            |
| Joanna                                                              | Aneta Kopacz                                           |                                            |
| Our Curse                                                           | Tomasz Śliwiński and Maciej Ślesicki                   |                                            |
| The Reaper (La Parka)                                               | Gabriel Serra Arguello                                 |                                            |
| White Earth                                                         | J. Christian Jensen                                    |                                            |
| 2015 (88.)                                                          |                                                        |                                            |
| A Girl in the River: The Price of Forgiveness                       | Sharmeen Obaid-Chinoy                                  |                                            |
| Body Team 12                                                        | David Darg og Bryn Mooser                              |                                            |
| Chau, Beyond the Lines                                              | Courtney Marsh og Jerry Franck                         |                                            |
| Claude Lanzmann: Spectres of the Shoah                              | Adam Benzine                                           |                                            |
| Last Day of Freedom                                                 | Dee Hibbert-Jones og Nomi Talisman                     |                                            |
| 2016 (89.)                                                          |                                                        |                                            |
| The White Helmets                                                   | Orlando von Einsiedel og Joanna Natasegara             |                                            |
| Extremis                                                            | Dan Krauss                                             |                                            |
| 4.1 Miles                                                           | Daphne Matziaraki                                      |                                            |
| Joe's Violin                                                        | Kahane Cooperman og Raphaela Neihausen                 |                                            |
| Watani: My Homeland                                                 | Marcel Mettelsiefen og Stephen Ellis                   |                                            |
| 2017 (90.)                                                          | Heaven Is a Traffic Jam on the 405                     | Frank Stiefel                              |
| 2017 (90.)                                                          | Edith+Eddie                                            | Laura Checkoway og Thomas Lee Wright       |
| 2017 (90.)                                                          | Heroin(e)                                              | Elaine McMillion Sheldon og Kerrin Sheldon |
| 2017 (90.)                                                          | Knife Skills                                           | Thomas Lennon                              |
| 2017 (90.)                                                          | Traffic Stop                                           | Kate Davis og David Heilbroner             |
| 2018 (91.)                                                          | Period. End of Sentence.                               | Rayka Zehtabchi og Melissa Berton          |
| 2018 (91.)                                                          | Black Sheep                                            | Ed Perkins og Jonathan Chinn               |
| 2018 (91.)                                                          | End Game                                               | Rob Epstein og Jeffrey Friedman            |
| 2018 (91.)                                                          | Lifeboat                                               | Skye Fitzgerald og Bryn Mooser             |
| 2018 (91.)                                                          | A Night at the Garden                                  | Marshall Curry                             |
| 2019 (92.)                                                          | Learning to Skateboard in a Warzone (If You're a Girl) | Carol Dysinger og Elena Andreicheva        |
| 2019 (92.)                                                          | In the Absence                                         | Yi Seung-Jun og Gary Byung-Seok Kam        |
| 2019 (92.)                                                          | Life Overtakes Me                                      | John Haptas og Kristine Samuelson          |
| 2019 (92.)                                                          | St. Louis Superman                                     | Smriti Mundhra og Sami Khan                |
| 2019 (92.)                                                          | Walk Run Cha-Cha                                       | Laura Nix og Colette Sandstedt             |